# Gåvan
Gåvan är ett mindre samhälle cirka 5 km öster om Sävsjö, Sävsjö kommun.
Samhället växte upp kring Gåvans station på Vetlanda–Sävsjö Järnväg omkring år 1900. Stationen anlades främst på grund av att bönderna i Vallsjö socken ville ha möjlighet att frakta större mängder spannmål till Sävsjö och därigenom vidare på Södra stambanan. Tack vare järnvägen förflyttades också traktens dåvarande centrum från Torset och Vallsjö till Gåvan och flera mindre handelsbodar öppnade. På stationen fanns bland annat post och stationsbetjäning samt biljettförsäljning. Det mesta av trafiken utgjordes av olika godstransporter till och från Sävsjö men viss persontrafik fanns även. När järnvägen lades ned på 1970-talet upphörde också affärslivet men Gåvan förblev ett mindre villasamhälle.